# Amilcar CGSS
Amilcar CGSS är en sportbil från franska Amilcar som tillverkades mellan åren 1926 och 1929. CGSS är en förkortning för Grand Sport Surbaissé.

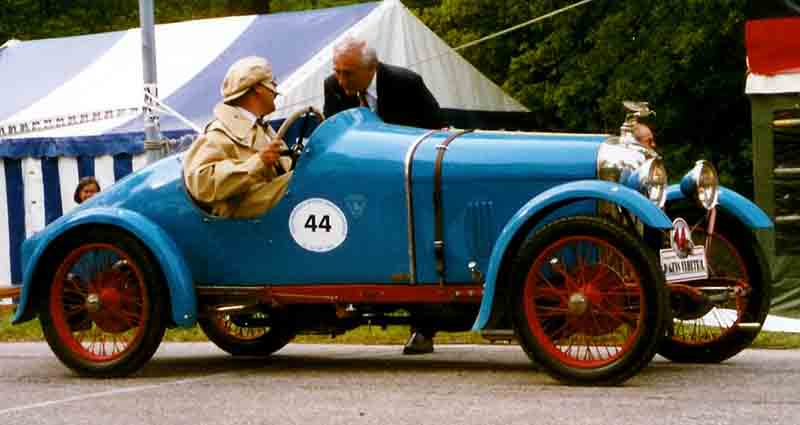
Amilcar CGSS 2-Seater Sports 1927
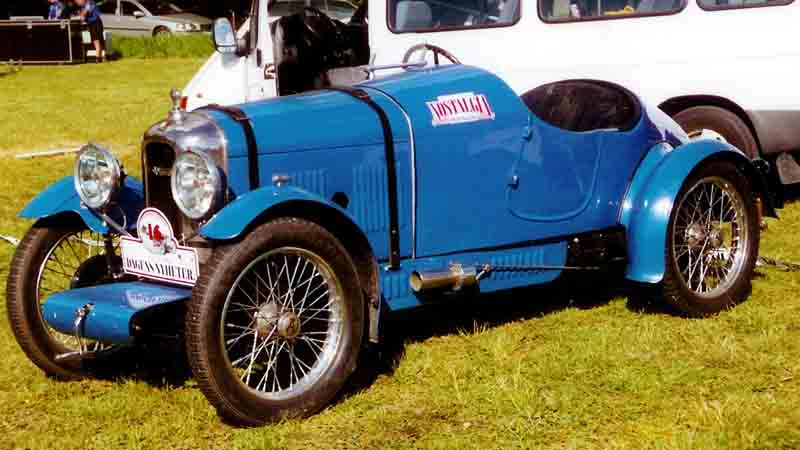
Amilcar CGSS 2-Seater Sports 1927
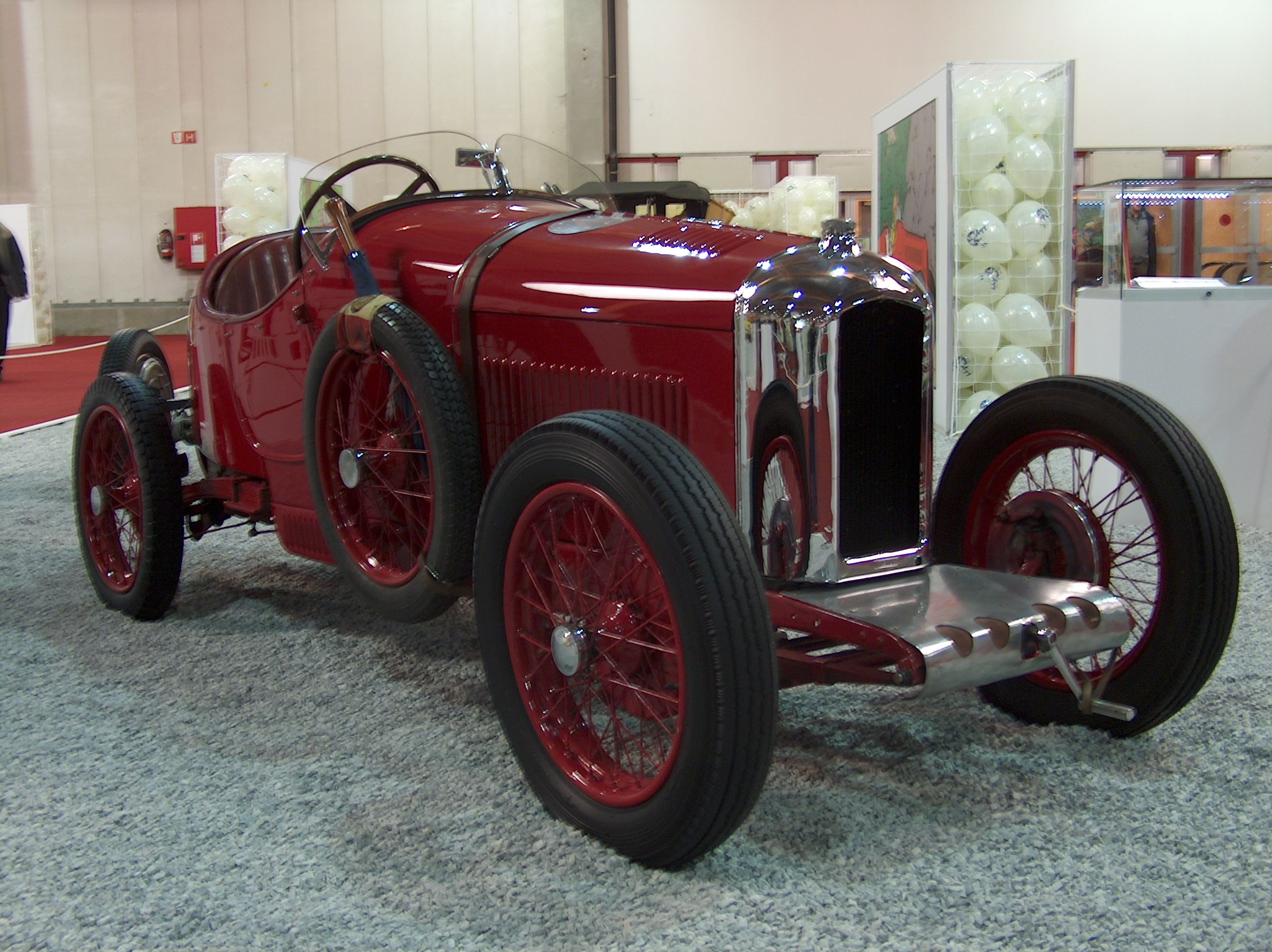
Amilcar CGSS 2-Seater Sports 1927